# Elysium (Gradfeld)
Das Elysium-Gradfeld gehört zu den 30 Gradfeldern des Mars. Sie wurden durch die United States Geological Survey (USGS) festgelegt. Die Nummer ist MC-15, das Gradfeld umfasst das Gebiet von 180° bis 225° westlicher Länge und von 0° bis 30° südlicher Breite.
Elysium enthält mehrere Vulkane, unter anderem Elysium Mons und Albor Tholus und ein Flusstal, Athabasca Valles, welches das jüngste auf dem Mars sein könnte. Im Süden, in der Nähe von Lethe Valles und Athabasca Valles könnte einmal ein See existiert haben.
Der Name kommt von einem Albedo feature auf dem Mars, die Gegend wurde nach einem Begriff aus der griechischen Mythologie, dem Elysium benannt.